# Reclaimed: The Struggle for a Soul Between Love and Hate
Reclaimed: The Struggle for a Soul Between Love and Hate è un film muto del 1919 prodotto e diretto da Harry McRae Webster.

## Trama

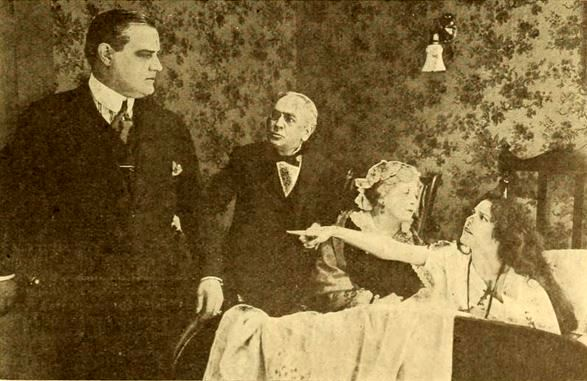
In primo piano, Anders Randolf e Mabel Julienne Scott

In Messico, la bella Lola e suo marito vengono assassinati da Mark Sinister, un losco americano che si vendica così della donna che aveva rifiutato di diventare la sua amante, lasciando orfana Amorita, la loro bambina che, ormai sola, cresce libera e selvaggia. A sedici anni, la ragazza si reca a New York, dove viene adottata da Jasper Creature, un avvocato che lavora per Sinister, l'assassino dei suoi genitori. Patience, la sorella di Jasper, si prende cura di Amorita e, per merito suo e della buona influenza che ha su di lei, la ragazza si raffina ed educa, diventando una giovanetta di buone maniere. Sinister si innamora della protetta di Patience, ma Amorita gli preferisce Frank Truman, figlio di un colonnello che è stato rovinato proprio da Sinister. Quest'ultimo fa accusare ingiustamente Frank, che viene arrestato; anche Jasper finisce incastrato dai maneggi di quel mascalzone mentre Amorita si trova quasi costretta a sposarlo. Una sera, ognuno dei tre, uno all'insaputa dell'altro, si recano a casa del furfante per ucciderlo ma scoprono che è stato pugnalato da un servitore che ha voluto così vendicarsi del maltrattamenti subiti. Al momento della morte di Sinister, Amorita riconosce in lui l'uomo che le aveva ucciso i genitori.

## Produzione
Il film fu la prima produzione della Harry McRae Webster Productions, che usò per le riprese gli ex Standard studios di Yonkers.

## Distribuzione
Il copyright del film, richiesto dalla Harry McRae Webster Productions, Inc., fu registrato il 14 maggio 1918 con il numero LU12391.
Originariamente, il film era stato prodotto in sette rulli e la pellicola sarebbe dovuta essere distribuita nelle sale nel giugno 1919. Venne invece montata una versione in cinque bobine che l'Alpha Pictures distribuì sul mercato statunitense in base ai diritti statali nel febbraio 1919.
In Finlandia, il film fu distribuito il 3 ottobre 1921.
Non si conoscono copie ancora esistenti della pellicola che viene considerata presumibilmente perduta.